# Нам не дано передбачити... (фільм, 1984)
Нам не дано передбачити… (рос. Нам не дано предугадать...) — радянський художній фільм 1984 року, знятий на кіностудії «Мосфільм».

## Сюжет
Колеги вважають архітектора Нестерова непоганою людиною і фахівцем, а дружина — невдахою. Змирившись з її точкою зору, він усунувся від активного життя. Одного разу Нестерову доручають врятувати проект і відправляють в тривале відрядження в містечко, де він провів дитинство і юність. Робота Нестерова отримала високу оцінку, і тепер йому пропонують стати головним архітектором цього міста…

## У ролях
- Людмила Савельєва — Ольга Миколаївна Мічуріна
- Георгій Тараторкін — Нестеров Сергій
- Наталія Варлей — дружина Нестерова
- Євген Кіндінов — Прошин Віталій
- Любов Соколова — Зіна
- Євген Шутов — Самсонов
- Ніна Агапова — секретар директора
- Олексій Ванін — епізод
- Анатолій Ведьонкін — епізод
- Анатолій Голик — епізод
- Вацлав Дворжецький — архітектор
- Володимир Кашпур — голова виконкому
- Володимир Козелков — епізод
- Петро Кононихін — епізод
- Микола Кочегаров — епізод
- Анатолій Мішин — епізод
- Віктор Павлов — епізод
- Андрій Разумовський — епізод
- Микола Сморчков — епізод
- Олександр Титов — епізод
- Володимир Ткалич — епізод
- Євгенія Ханаєва — епізод
- Іван Савкін — епізод

## Знімальна група
- Режисер — Віталій Кольцов
- Сценарист — Валерій Щербина
- Оператори — Анатолій Заболоцький, Володимир Межеков
- Композитор — Олексій Рибников
- Художник — Віктор Зенков